# اکراس‌های آفریقایی

اکراس‌های آفریقایی یا نوک‌خمیده‌ها (نام علمی: Bostrychia) نام یک سرده از زیرخانواده اکراس است.

## گونه‌ها
- اکراس غبغبک‌دار (Bostrychia carunculata)
- اکراس هادادا (Bostrychia hagedash)
- اکراس زیتونی (Bostrychia olivacea)
- اکراس سینه‌خالدار (Bostrychia rara)
- اکراس سائوتومه (Bostrychia bocagei)